# Grynocharis pubescens
Grynocharis pubescens es una especie de coleóptero de la familia Trogossitidae.

## Distribución geográfica
Habita en Europa.